# Jan Perłowski
Jan Perłowski (ur. 20 lutego 1872 w Wierzbowej, zm. 1 marca 1941 w Warszawie) – polski dyplomata, poseł RP w Hiszpanii w latach 1927–1935. Współpracownik „Przeglądu Współczesnego”.

## Życiorys
Urodził się w rodzinie Michała (ur. 1825) i Euzebii ze Skarbków Rudzkich (zm. 1928). Po śmierci ojca (przed 1887), jego wychowawcą był przyjaciel rodziny, Tadeusz Bobrowski, znany również jako wychowawca Józefa Korzeniowskiego-Conrada. Perłowski pozostawił po sobie opis spotkania ze starszym od siebie Conradem, goszczącym w Kazimierówce – ukraińskim majątku ich wychowawcy.
Ukończył szkołę średnią we Francji, następnie studia wyższe w Krakowie i Wiedniu. W czasie I wojny światowej przebywał w Szwajcarii, gdzie współpracował m.in. z Centralną Agencją Polską w Lozannie i Komitetem Generalnym Pomocy Ofiarom Wojny w Polsce w Vevey.
Po odzyskaniu niepodległości przez Polskę na początku 1919 wstąpił do służby dyplomatycznej II Rzeczypospolitej. W pierwszych miesiącach funkcjonowania MSZ nieodłączny współpracownik wiceministra spraw zagranicznych, Władysława Skrzyńskiego, swego przyjaciela – pełnił formalnie obowiązki szefa gabinetu ministra.
Od 6 VI 1919 radca legacyjny Poselstwa RP w Bernie. Równocześnie pełnił funkcję sekretarza Delegacji RP przy Lidze Narodów. Od 1 VII 1922 radca legacyjnym w Poselstwie RP przy Stolicy Apostolskiej.
Od 1 III 1927 poseł nadzwyczajny i minister pełnomocnego RP w Hiszpanii, z akredytacją w Portugalii (do utworzenia odrębnego poselstwa w Lizbonie 31 V 1933). Odwołany z Madrytu przez Józefa Becka 1 III 1935, powrócił do centrali MSZ, po dwóch miesiącach został przeniesiony w stan spoczynku.
Zmarł 1 marca 1941. Pochowany na cmentarzu Powązkowskim w Warszawie (kwatera Z-1-1,2).

## Ordery i odznaczenia
- Krzyż Komandorski Orderu Odrodzenia Polski (7 lipca 1925)[4][5]
- Medal Dziesięciolecia Odzyskanej Niepodległości[6]
- Order św. Jakuba od Miecza (Portugalia, 1933)[7]
- Krzyż Wielki Orderu Chrystusa (Portugalia, 1931)[6]
- Krzyż Wielki Orderu Izabeli Katolickiej (Hiszpania, 1932)[6][8]
- Krzyż Wielki Orderu Zasługi Cywilnej (Hiszpania)[6][9]
- Krzyż Wielki Orderu św. Grzegorza Wielkiego (Stolica Apostolska)[6]
- Krzyż Wielki Orderu św. Sylwestra (Stolica Apostolska)[6][5]

## Rodzina
Perłowski poślubił Henriettę z Marconich (zm. 1945), córkę Leandra. Mieli syna Michała Henryka (ur. 1903), dr praw, dyplomatę. Michał ożenił się z Katherine Ward z irlandzkiej rodziny pochodzącej z hrabstwa Monaghan. Mieli córkę, Marię Henriettę, która wyszła za mąż za włoskiego ekonomistę, Dr. Carlo Acutis. Z małżeństwa tego urodziło się dwoje dzieci, Andrea i Adriana. Jego praprawnukiem jest bł. Carlo Acutis.

## Dzieła
- O Conradzie i Kiplingu, Drukarnia Polska, 1937.